# دامیان اسپنسر
دامیان اسپنسر (انگلیسی: Damian Spencer؛ زادهٔ ۱۹ سپتامبر ۱۹۸۱) بازیکن فوتبال اهل بریتانیا است.
از باشگاه‌هایی که در آن بازی کرده است می‌توان به باشگاه فوتبال وینزار، باشگاه فوتبال گریمزبی تاون، باشگاه فوتبال کیدرمینستر هاریرس، باشگاه فوتبال ایست‌بورن بورو، باشگاه فوتبال بریستول سیتی، باشگاه فوتبال آترستون تاون، باشگاه فوتبال کترینگ تاون، باشگاه فوتبال چلتنهام تاون، باشگاه فوتبال اکستر سیتی، باشگاه فوتبال آلدرشات تاون، و باشگاه فوتبال برنتفورد اشاره کرد.